# 大炊御門宗氏
大炊御門 宗氏（おおいのみかど むねうじ）は、南北朝時代から室町時代前期にかけての公卿。権大納言・大炊御門冬宗の子。官位は正二位・内大臣。大炊御門家13代当主。

## 経歴
応永5年（1398年）に従三位となり公卿に列する。
備前権守、参議、権中納言、権大納言などを歴任し、応永27年（1420年）に内大臣となるも翌応永28年（1421年）、薨去。享年47。
後土御門天皇の生母は、大炊御門宗氏の子大炊御門信宗の養女、大炊御門信子である。

## 系譜
- 父：大炊御門冬宗（1357-1405）
- 母：不詳
- 妻：不詳
  - 男子：大炊御門信宗（1391-1468?）